# Movimento Revolucionário Conservador
O Movimento Revolucionário Conservador ou Revolução Conservadora  foi um movimento germânico com tendência nacionalista e conservadora que teve destaque após a Primeira Guerra Mundial. O movimento foi caracterizado sobretudo por sua oposição comum à República de Weimar, ao liberalismo e ao comunismo. O movimento se dissolveu com a chegada do partido nazista ao poder.

## História
O termo foi formulado pela primeira vez em 1927 por Hugo von Hofmannsthal, mas foi muito mais tarde, a partir de 1949, que a expressão foi estabelecida por Armin Mohler em sua tese de doutorado, conduzida sob orientação de Karl Jaspers.
Durante a Alemanha Nazista, alguns dos membros que compunham o Movimento Revolucionário Conservador se opuseram veementemente contra Hitler e o nazismo, como por exemplo, Ernst Jünger. Outros membros como Carl Schmitt filiaram-se posteriormente ao partido nazista.

## Pensamento
Revolucionários conservadores frequentemente se referiam ao filósofo alemão Friedrich Nietzsche como principal influência intelectual do movimento.Apesar da filosofia de Nietzsche ser muitas vezes mal interpretada, ou erroneamente apropriada pelos pensadores da Revolução Conservadora, muitos deles mantiveram  desprezo pela ética cristã, democracia, modernidade e igualitarismo como a pedra angular de sua ideologia. O historiador Roger Woods escreve que os revolucionários conservadores "construíram", em resposta à guerra e ao instável período de Weimar, um Nietzsche "que defendia um ativismo autojustificativo, autoafirmação desenfreada, guerra sobre a paz e a elevação do instinto sobre a razão."

### Membros
- Hans Blüher
- Hans Freyer
- Hugo von Hofmannsthal
- Ernst Jünger
- Edgar Julius Jung
- Ludwig Klages
- Arthur Moeller van den Bruck
- Ernst Niekisch
- Martin Niemöller
- Georg Quabbe
- Ernst von Salomon
- Carl Schmitt
- Othmar Spann
- Oswald Spengler
- Wilhelm Stapel
- August Winnig
- Hans Zehrer

Apesar de existirem pensadores de correntes semelhantes em outros países europeus - como Georges Sorel, Maurice Barrès,  Vilfredo Pareto ou Zeev Jabotinsky - o termo em alemão costuma estar relacionado apenas à facção alemã da época da República de Weimar.

### Leitura complementar
- Dakin, Edwin F. Today and Destiny: Vital Excepts from the Decline of the West of Oswald Spengler. New York: Alfred A. Knopf, 1962.
- "Arthur Moeller van den Bruck: Une 'Question a la Destinee Allemande.'" Nouvelle Ecole No. 35 (January 1980), pp. 40–73.
- De Benoist, Alain. "Julius Evola, réactionnaire radical et métaphysicien engagé. Analyse critique de la pensée politique de Julius Evola," Nouvelle Ecole, No. 53–54 (2003), pp. 147–69.
- Dugin, Alexander. "Conservatism and Postmodernity", in The Fourth Political Theory. London: Arktos, 2012.
- Fischer, Klaus P. History and Prophecy: Oswald Spengler and the Decline of the West. New York: P. Lang, 1989.
- Gottfried, Paul. Carl Schmitt: Politics and Theory. Westport and New York: Greenwood Press, 1990.
- Gottfried, Paul. “Hugo von Hofmannsthal and the Interwar European Right.” Modern Age, Vol. 49, No. 4 (Fall 2007), pp. 508–19.
- Haag, John J. Othmar Spann and the Politics of "Totality": Corporatism in Theory and Practice. Ph.D. Thesis, Rice University, 1969.
- Hansen, H.T. "Julius Evola’s Political Endeavors". In: Evola, Julius. Men Among the Ruins: Postwar Reflections of a Radical Traditionalist. Rochester: Inner Traditions, 2002.
- Hughes, H. Stuart. Oswald Spengler: A Critical Estimate. New York: Scribner's, 1962.
- Jacob, Alexander. Europa: German Conservative Foreign Policy 1870-1940. Lanham, MD, USA: University Press of America, 2002.
- Jones, Larry Eugene & Retallack, James (eds.). Between Reform, Reaction, and Resistance. Studies in the History of German Conservatism from 1789 to 1945. Providence, Oxford: Berg., 1993.
- Jones, Larry Eugene. "Edgar Julius Jung: The Conservative Revolution in Theory and Practice." Conference Group for Central European History of the American Historical Association, vol. 21, Issue 02 (1988), pp. 142–174.
- Jung, Edgar Julius. The Rule of the Inferiour, 2 Vols. Lewiston, New York: Edwin Mellen Press, 1995.
- Kaes, Anton, Martin Jay, & Edward Dimendberg (eds.). The Weimar Republic Sourcebook. Berkeley: University of California Press, 1994.
- Kaltenbrunner, Gerd-Klaus. Europa: Seine geistigen Quellen in Portraits aus zwei Jahrtausenden, Vol. 1. Heroldsberg: Christiania-Verlag, 1981.
- Lauryssens, Stan. The Man Who Invented the Third Reich: The Life and Times of Arthur Moeller Van Den Bruck. Sutton Publishing, NY, 2003.
- Maass, Sebastian. Die andere deutsche Revolution: Edgar Julius Jung und die metaphysischen Grundlagen der Konservativen Revolution. Kiel: Regin Verlag, 2009.
- Messner, Johannes. Social Ethics: Natural Law in the Western World. St. Louis, MO: B. Herder Book Co., 1965.
- Moeller van den Bruck, Arthur. Germany's Third Empire. London: Arktos Media, 2012.
- Mohler, Armin. Die Konservative Revolution in Deutschland 1918–1932. Stuttgart: Friedrich Vorwerk Verlag, 1950.
- Muller, Jerry Z. The Other God that Failed: Hans Freyer and the Deradicalization of German Conservatism. Princeton: Princeton University Press, 1988.
- Struve, Walter. Elites Against Democracy; Leadership Ideals in Bourgeois Political Thought in Germany, 1890-1933. Princeton: Princeton University, 1973.
- Sunic, Tomislav. Against Democracy and Equality: The European New Right, Third Edition. London: Arktos, 2010.
- Szaz, Zoltan Michael. "The Ideological Precursors of National Socialism." The Western Political Quarterly, Vol. 16, No. 4 (Dec., 1963), pp. 924–945.
- Von Klemperer, Klemens. Germany's New Conservatism: Its History And Dilemma In The Twentieth Century. Princeton: Princeton University Press, 1968.